# Schwendbau

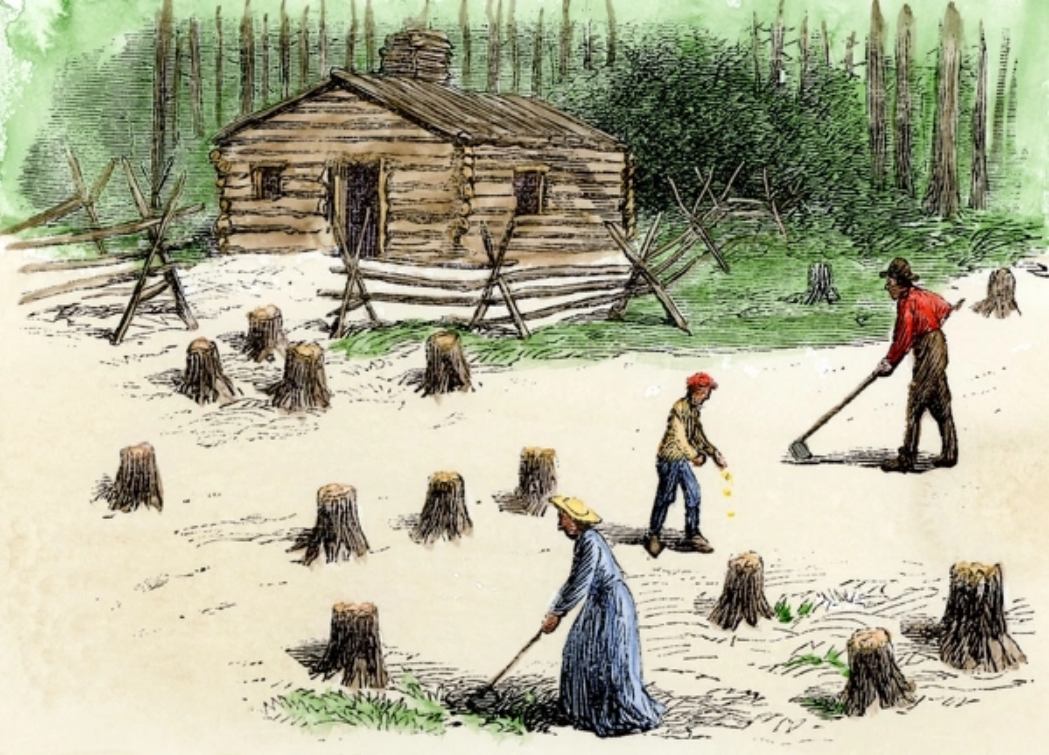
Im Gegensatz zum Roden bleiben beim Schwenden Stümpfe und Wurzelwerk im Boden

Schwendbau (vgl. mittelhochdeutsch geswinde für schnell, geschwind) ist im engeren Sinne eine früher primär in Europa und der Subsahara verbreitete Form des Feldbaus. Dabei wird potenzielles Ackerland (seltener Weideland) von Bewuchs (Bäumen, Sträuchern) befreit, ohne das Wurzelwerk zu entfernen. Wortbestandteile wie Schwend (Schwendau, Schwend (Birgland)) oder Gschwendt (Gschwendt) finden sich als Rodungsnamen in Ortsbezeichnungen oder Hofnamen.
Im weiteren Sinne wird auch der Brandfeldbau als Schwendbau bezeichnet; vgl. englisch swidden und schwedisch svedjebruk.

## Beschreibung
Das Schwenden (auch Schwendung genannt) erfolgte meist durch Entfernen eines Rindenstreifens (Ringelung), wodurch die Bäume abstarben und austrockneten. Das Roden der Baumstümpfe und Wurzelstöcke war zu mühsam und nicht unbedingt nötig, da die gewonnene Fläche für den Grabstockfeldbau oder zur Weide nutzbar war. In Hanglagen verringerte das verbliebene Wurzelwerk die Erosion und Erdrutschgefahr. Prähistorisch wurde der Schwendbau vermutlich durch Übernutzung der Wälder als Waldweiden und durch Brandrodung unterstützt.
Wird eine Freifläche weder gemäht noch geschwendet, verbuscht sie an den meisten Standorten in Mitteleuropa innerhalb weniger Jahre, ehe sie zu Wald wird. Schwenden ist heute ein wichtiger Teil der Almwirtschaft (Gschwendtalm), dabei werden die Almweiden von Büschen, Latschenkiefern und Almenrausch befreit, welche die Futterpflanzen verdrängen würden.

## Geschichte

Die Brandrodung ist eine Form des Schwendbaus. Das Gemälde „Unter dem Joch“ von Eero Järnefelt (1863–1937) stellt die bis ins letzte Jahrhundert in Finnland übliche Brandrodung dar

Im Alpenraum umfasste der Schwendbau bis in die Neuzeit verbreitet auch die langsame Erweiterung und die Pflege des offenen Landes am Rain, auch im Almbetrieb (Sömmerung). Hierbei nutzte man eine Abfolge von Schwendung durch Ringeln (aber auch kleinflächigen Kahlhieb oder Entnahme von Einzelbäumen), dann Übergangsphase der Stockung (Niederwald) für Raufutter und Laubheu (Schneitelung) sowie Flechtmaterial für Zaunpflege, Korbware und anderes, dann Freilandgewinnung.
Eine letzte Form des Schwendbaus erhielt sich in der Siegerländer Haubergswirtschaft, wo auf dem geschwendeten Grund einjährig Roggen oder Buchweizen (Haubergskorn) angebaut wurde, bevor der Bewuchs wieder zugelassen wurde.
Die bis Mitte des 20. Jahrhunderts gängige Praxis, mit Latschenkiefer oder Alpenrose stark verbuschte Almwiesen und Hänge einfach anzuzünden (Brandrodung), ist in Europa heute untersagt. Der Pflanzenschutz dehnte sich dann auch auf die Alpenrose aus, bis sich zeigte, dass diese, weil vom Vieh gemieden, auf den Alpflächen als Unkraut gilt und Matten in wenigen Jahren großflächig überwuchert. Das den Almbauern und ihren Sennern zustehende Schwendrecht erlaubt in Deutschland auch die Beseitigung ansonsten streng geschützter Pflanzen wie der Almrose. Heutige Almbauern stehen vor dem Dilemma, dass Schwenden arbeitsaufwendig und teuer ist. Im Rahmen von Freiwilligeneinsätzen werden deshalb die Bergbauern durch das Bergwaldprojekt beim Schwenden unterstützt.
Über mehrere Jahre nicht geschwendete Flächen mit aufkommendem Baumbewuchs werden von den zuständigen Forstämtern häufig zu Schutzwald erklärt und gehen damit als Weidefläche verloren.
Als typisches historisches Werkzeug ist etwa die Schwendsense zu nennen, die ein kurzes, massives Sensenblatt und, ihm entgegengesetzt, eine kleine Hacke trägt. Das Schwenden erfolgt heute meist elektromechanisch mit Motorsense oder Motorsäge.